# Subdelegado
Subdelegado (em francês: subdelegue) era o servidor público encarregado do governo local de uma subdelegação ou partido.

## No Império espanhol
No Império espanhol o cargo foi criado pela Ordem de Intendências de 1786, em substituição dos corregidores. As subdelegações correspondiam-se mesmo assim aos antigos corregimentos. O superior imediato do subdelegado era o intendente. Por sua vez a subdelegação dividia-se em distritos, nos que o subdelegado nomeava tenentes de subdelegado.

## Nas repúblicas hispânicoamericanas
O cargo de subdelegado e a divisão administrativa correspondente seguiram vigentes em muitos países hispânicoamericanos depois das guerras de independência dos princípios do século XIX.
Em Chile, por exemplo, existiram subdelegados até 1925, quando foram definitivamente substituídos por prefeitos e os partidos se transformaram em comunas.

## Em Espanha
Na organização administrativa espanhola, o subdelegado do Governo é o representante do Governo central a cada província. Esta figura veio a substituir, em 1997, aos antigos governadores civis. Correspondem-lhe funções de direcção dos serviços integrados da Administração geral na sua província, bem como de inspecção e supervisão dos não integrados. Ademais, tem atribuída a cooperação e colaboração tanto com as corporações locais da província em que se encontre como com os órgãos do mesmo âmbito territorial da sua comunidade autónoma.

## Origem francesa do termo
A origem deste cargo, ao igual que o de intendente, é francês e sua adopção na América espanhola coincide com as reformas borbónicas que adaptaram aos domínios hispânicos alguns aspectos da administração governamental própria do Antigo Regime em França. Na administração francesa da dita época, o subdelegue era o subordinado imediato do intendant no governo da generalité ou região.
Os subdelegados franceses não percebiam honorários. Eram designados pelo intendente entre pessoas de sua confiança. O intendente costumava retribuir ao subdelegado com algumas gratificações e benefícios, mas o prestígio que nos povos da província levava junto ao cargo e as vantagens implícitas que acarretava o seu desempenho, a converteram numa ocupação apetecível.